# AKV Alemannia
Die Akademische Komment Verbindung Alemannia ist eine Sektion des Schweizerischen Studentenvereins (SchwStV) an der Universität Freiburg und trägt die Farben rot-weiss-grün.

## Geschichte

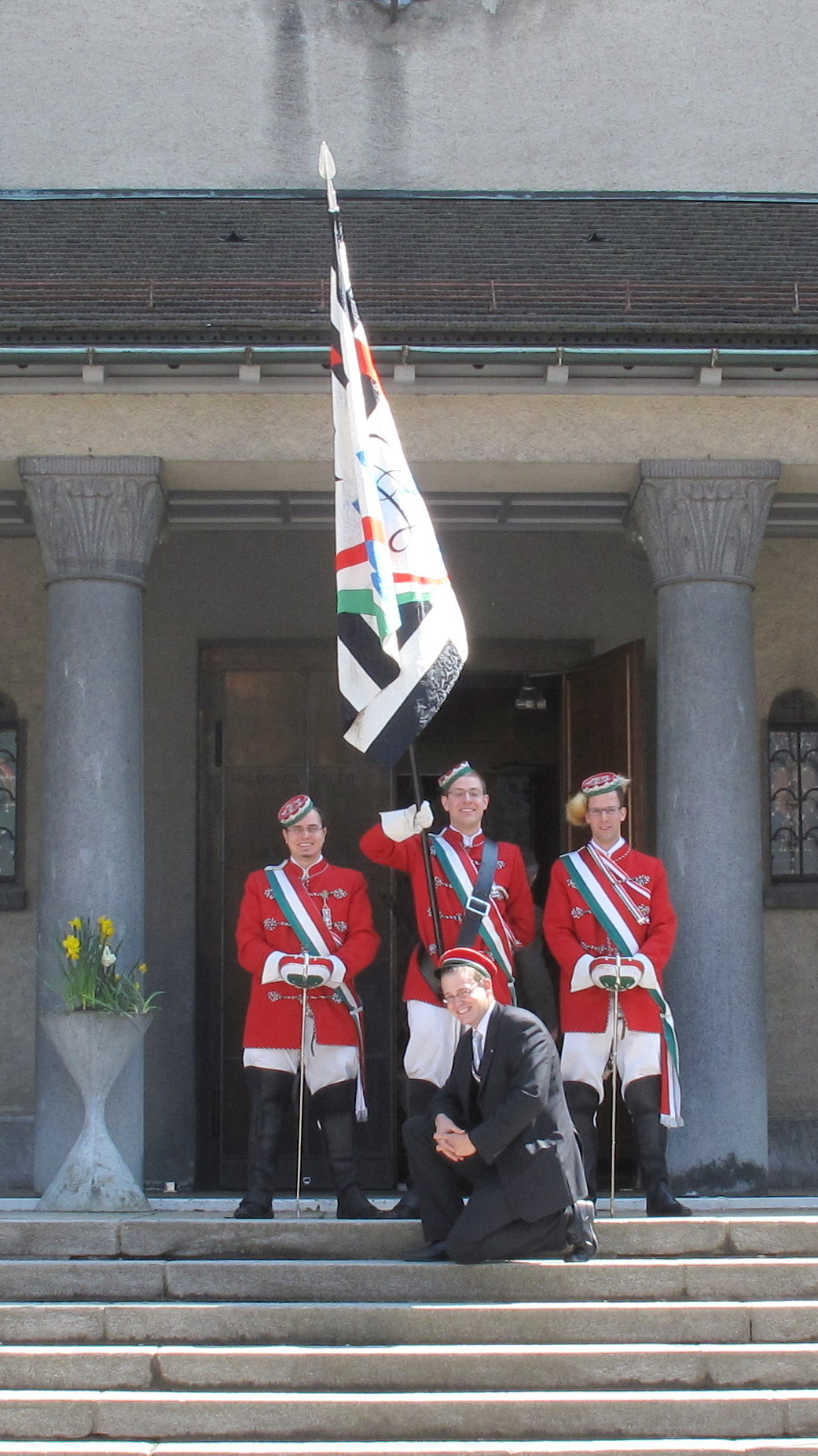
Chargierte der AKV Alemannia im Sommersemester 2009

Mit der Gründung der katholisch geprägten Universität Freiburg durch die drei Mitglieder des Schweizerischen Studentenvereins, George Python, Gaspard Mermillod und Caspar Decurtins im Jahre 1889, wurde mit der Romania auch die erste Hochschul-Verbindung des Schweizerischen Studentenvereins in Freiburg im Üechtland gegründet. Die Devise „Romania unit Helvetos“ deutete auf die Zweisprachigkeit der Verbindung hin. Verbindungsinterne Spannungen zwischen den deutschsprachigen Mitgliedern und den Vertretern der Welschschweiz führten zu einer Trennung. Aus der Mutterverbindung Romania entstanden im Jahre 1895 die beiden neuen Verbindungen SA Sarinia und AKV Alemannia. Der Name Alemannia, den sich die junge Verbindung gegeben hat, soll die sprachliche Zugehörigkeit der Mitglieder verdeutlichen.
Die Geschichte der Verbindung ist gleichsam auch die Geschichte der nur unwesentlich älteren Universität. So war es damals ein mutiger Akt sich als katholische Universität zu bekennen, war doch das schweizerische Hochschul-Bildungswesen bis anhin ganz klar evangelisch geprägt und die Nachwehen der 1840er Jahre und insbesondere des Sonderbundskrieges waren bei weitem noch nicht ausgestanden. Ein Jahr nach der Gründung spalteten sich die Theologen der Alemannia ab und gründeten mit der AV Leonina eine eigene Sektion. In den zehner Jahren des 20. Jahrhunderts durchlebte die Verbindung eine erste Phase der ernsthaften Bewährung. Es entstand ein Streit innerhalb der Verbindung betreffend der Auslebung couleurstudentischen Formen sowie des Komments. So bildeten sich auch in den alemannischen Reihen Reformtendenzen, wie sie in den meisten Hochschulsektionen zu beobachten waren. Diese innere Uneinigkeit führte schliesslich 1918 zu einem Schisma, das die Gründung der Reformverbindung AV Fryburgia aus ehemaligen Alemannen zur Folge hatte. Durch die neue, klare Linie ging die Verbindung gestärkt aus der Trennung hervor. Die zwanziger und dreissiger Jahre waren geprägt von einer weiteren, erfolgreichen Etablierung der Verbindung sowohl gegen Innen wie auch gegen Aussen. 1938 wuchs die Mitgliederzahl der AKV Alemannia so enorm an, dass der Verbindungsbetrieb tangiert wurde, bis man schliesslich die Gründung einer weiteren Tochterverbindung beschloss. Aus dieser Trennung ging die AKV Neu-Romania hervor, welche ebenfalls bis heute besteht.

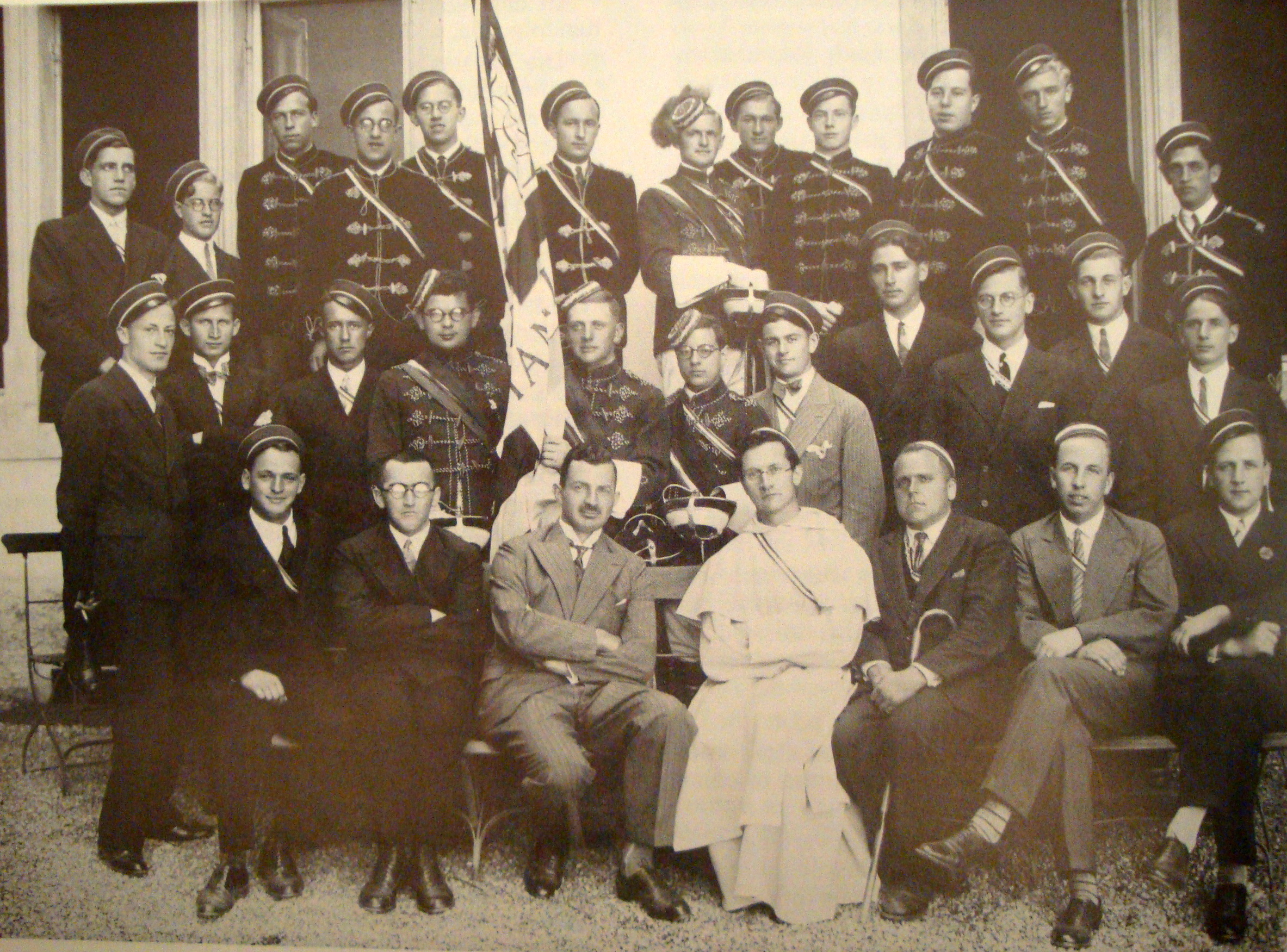
Foto der Aktivitas im Sommersemester 1931

Die Universität Freiburg war seit jeher eine international geprägte Institution. So studierten in den dreissiger Jahren, als der Faschismus und  der Nationalsozialismus in Deutschland, Italien und anderen Staaten salonfähig wurde, auch etliche Studenten aus diesen und anderen Ländern in Freiburg. Da anscheinend gewisse dieser Studenten faschistisches und nationalsozialistisches Gedankengut unter der Studierendenschaft verbreiten wollten, wurde auf dem Freiburger Rathausplatz unter Alemannischer Leitung am 30. November 1938 eine Kundgebung gegen die Verbreitung dieser Ideologien organisiert. So hielten die Beteiligten in einer Resolution in allen vier Landessprachen mit folgendem Inhalt fest:

„Die Studenten der Universität Freiburg i.Üe., versammelt auf dem historischen Rathausplatze bei der Murtenlinde, beseelt von Liebe und Treue zum schweizerischen Vaterlande und seinen demokratischen und christlichen Institutionen, stolz auf seine ruhmreiche Vergangenheit und seine grossen Traditionen, im vollen Bewusstsein der schweren Gefahren, denen Volk und Land durch die Propagierung ausländischen und unschweizerischen Ideengutes in gegenwärtiger Zeit ausgesetzt sind, erfüllen vom eisernen Willen zur Verteidigung der Sicherheit unseres Staates folgende Resolution: Sie treten dafür ein, dass die traditionelle schweiz. Gastfreundschaft auch weiterhin gewährt werde. Dagegen verlangen sie:

1. Dass die Ausländer sich nicht in die schweizerische politischen Verhältnisse einmischen.

2. Dass jegliche Propaganda unschweizerischer Ideen unterbleibe.

3. Dass Professoren und Studenten, die sich solcher Betätigung schuldig machen, von den schweizerischer Hochschulen ausgeschlossen werden.“

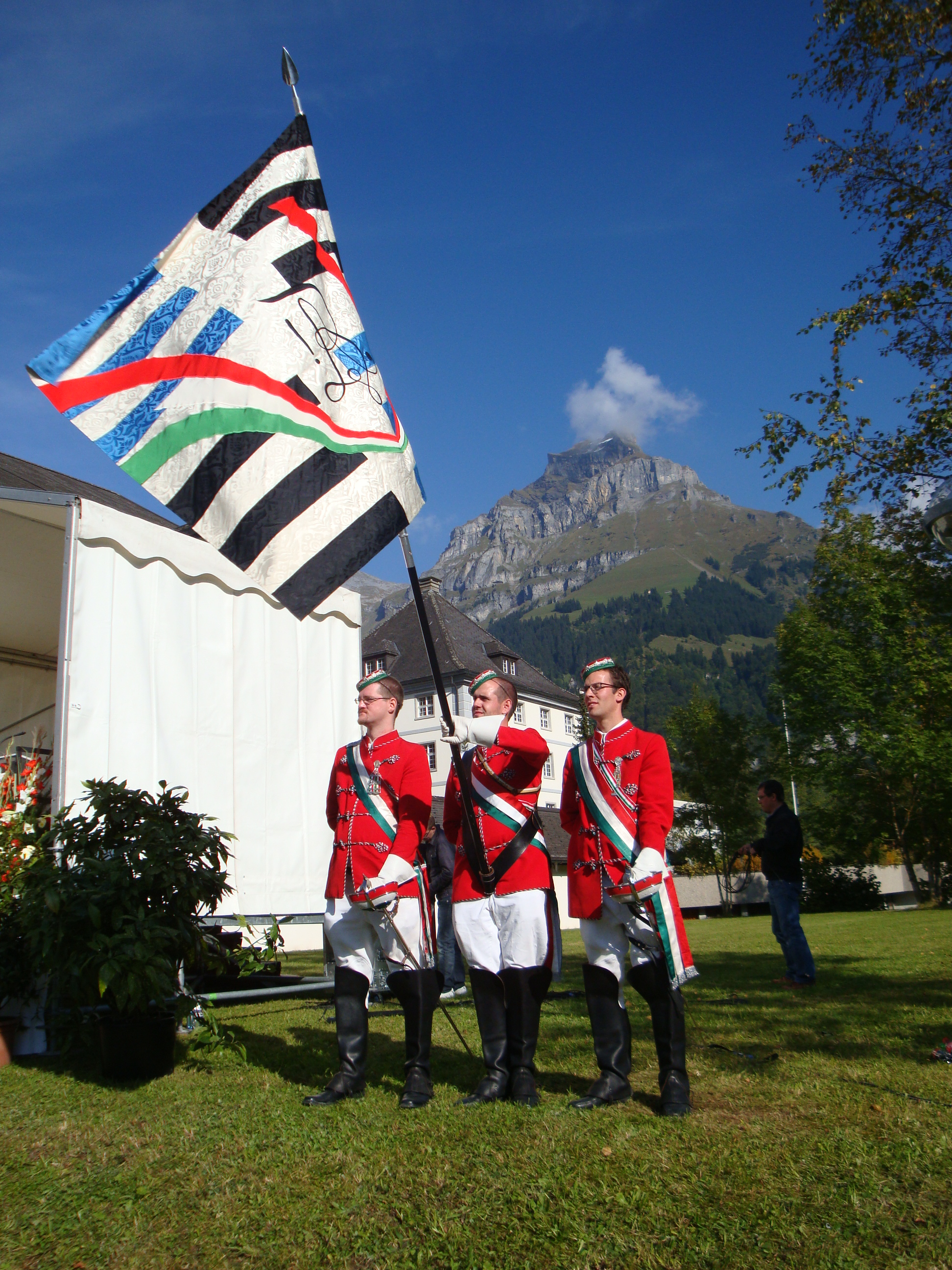
Komitee der AKV Alemannia im Wintersemester 2008

Während des Zweiten Weltkriegs musste die Verbindung den Betrieb aufgrund der Generalmobilmachung der Schweizer Armee zeitweise einstellen. Als einer der Höhepunkte der fünfziger Jahre kann sicherlich die Wahl von Altherr Ludwig von Moos zum Bundesrat bezeichnet werden. Ende der 1960er Jahre musste sich die Alemannia dem gesellschaftlichen Wandel, die diese Zeit mit sich brachte, anpassen. So wurden vor allem das „Farbentragen“ an der Universität abgeschafft. Ab dem Jahre 1977 öffnete sich die Verbindung auch gegenüber reformierten Studenten, war die Aufnahme doch bis anhin nur Katholiken vorbehalten.
1995 konnte die Alemannia ihr hundertjähriges Bestehen mit einem grossen und viel beachteten Fest begehen.

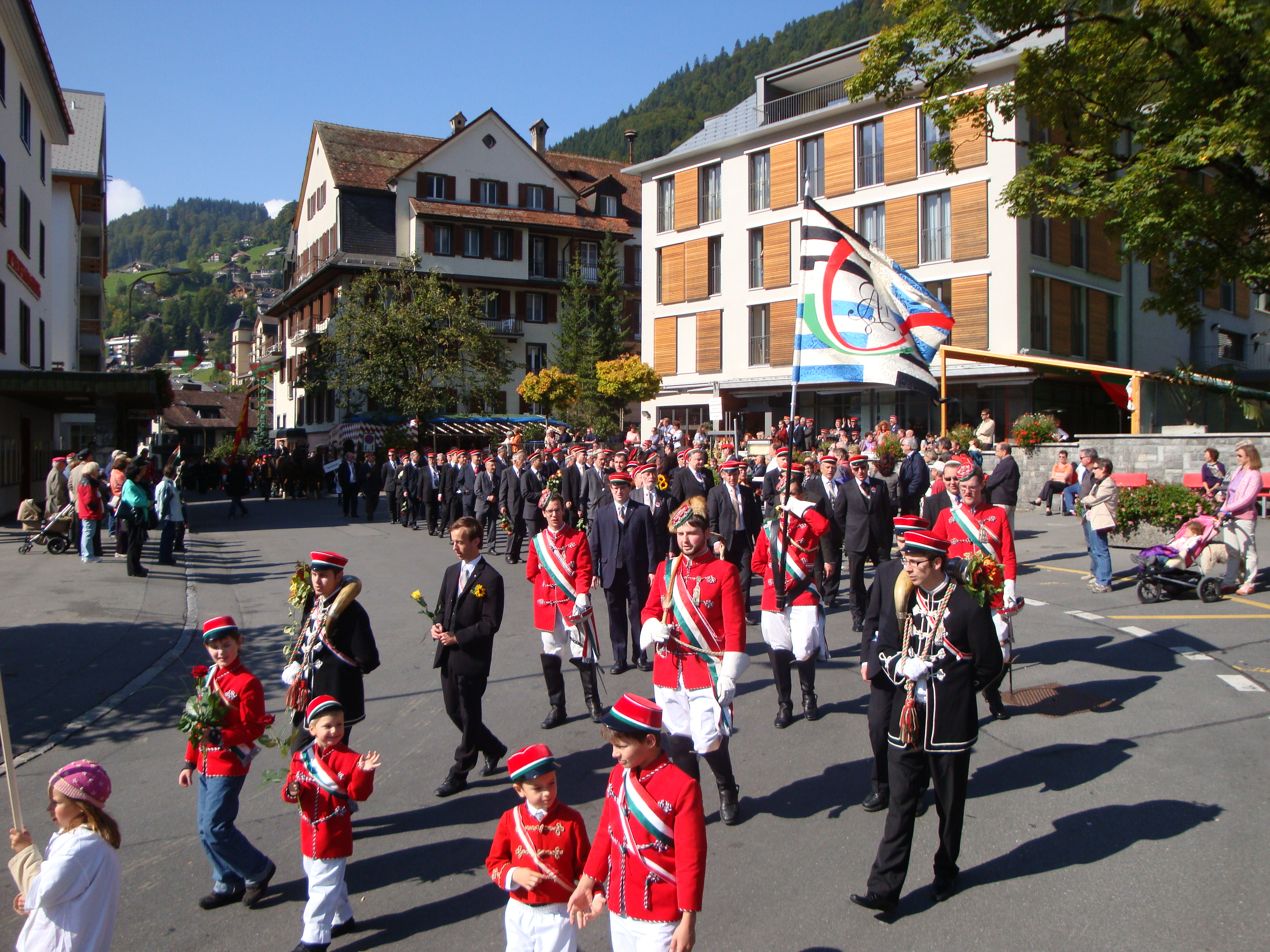
Die AKV Alemannia chargiert in Engelberg 2008

## Das Alemannenhaus
Im Jahr 1961 gründeten die Altherren die Genossenschaft Alemannenhaus, welche sogleich das Restaurant Touring an der Freiburger Lausannegasse erwarb. Das Alemannenhaus, inklusive der Sonnenterrasse mit Aussicht auf die Freiburger Kathedrale, sowie das in Verbindungskreisen bestens bekannte Carnotzet, sind Dreh- und Angelpunkt des Verbindungslebens.

## Verbindungsleben heute
Die Alemannia zählt heute zwischen 30 und 40 Aktiven und 400 Altherren, welche aus allen Regionen der Deutschschweiz stammen. Der Mitgliederbestand  setzt sich aus Studenten und Absolventen aller Fakultäten zusammen. Stark vertreten sind dabei Studenten der juristischen, der philosophischen sowie der wirtschafts- und sozialwissenschaftlichen Fakultät. Die AKV Alemannia gilt als eine der tragenden Verbindungen des Schweizerischen Studentenvereins, hat sie doch mit 76 Vertretern am meisten Mitglieder für das Zentralkomitee gestellt. Darunter befinden sich auch 19 Alemannen, die den Gesamtverein als Zentralpräsidenten leiten konnten.

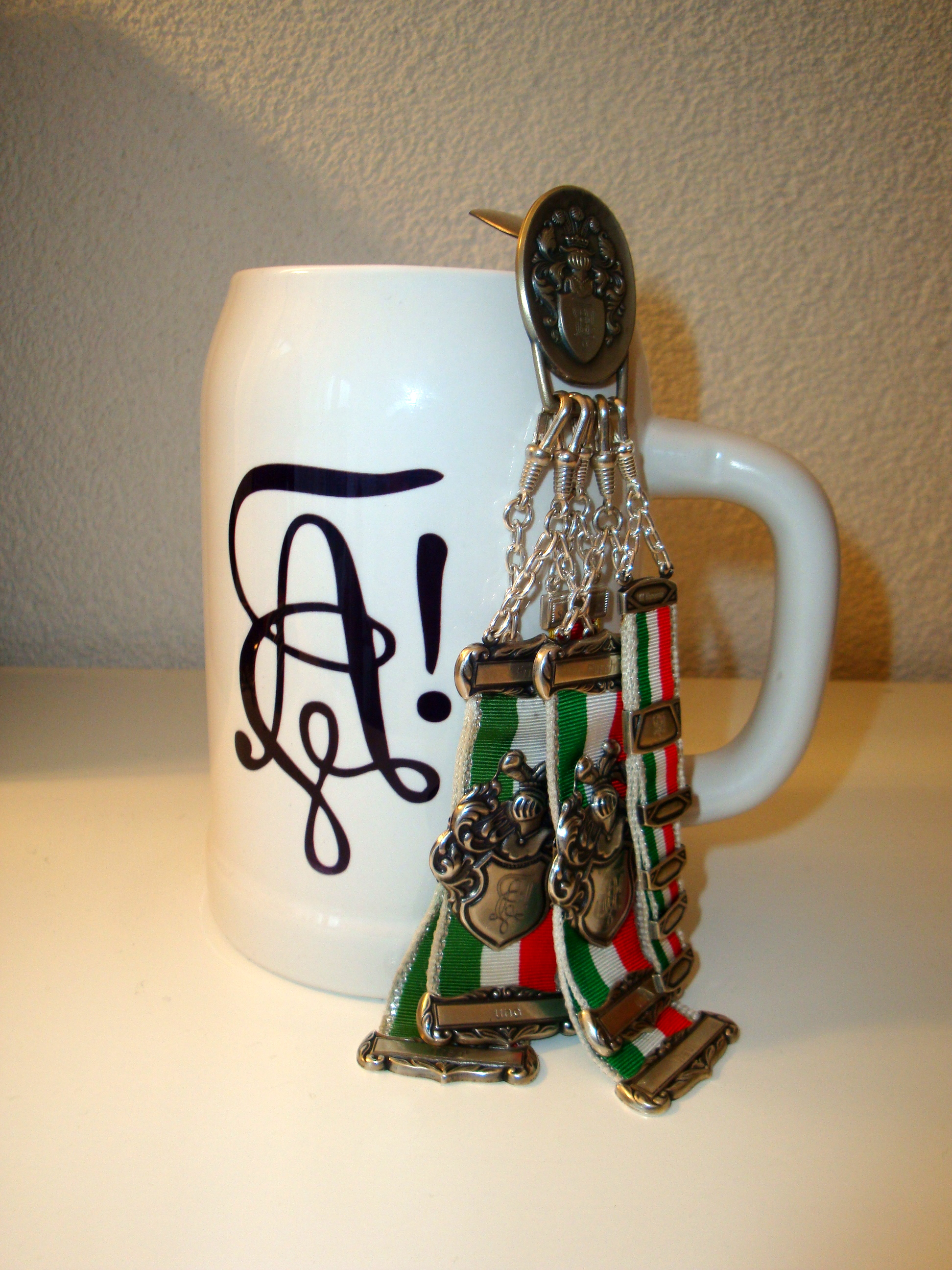
Bierkrug und Bierzipfel der AKV Alemannia

## Kommentverbindung
Der Komment umfasst die Regeln, nach denen im Verbindungskreise miteinander verkehrt wird. Ein wichtiger Grundpfeiler ist der bürgerliche Anstand. Im Komment wird ausgeführt, wie (frz.: comment) sich ein Alemanne in verschiedenen Situationen des couleurstudentischen Lebens zu verhalten hat. Dies umfasst sowohl die Regeln an offiziellen Kneipen und Kommersen, aber auch an normalen Stämmen, wie auch beim so genannten Chargieren in Kirchen und bei Festen. Des Weiteren wird darin auch geregelt wie die Farben getragen werden.

## Blockverbindung
Der Block setzt sich seit 1986 aus den akademischen Verbindungen AKV Rauracia, AKV Burgundia, AKV Alemannia, AKV Kyburger, AV Bodania, AKV Neu-Romania und AV Turicia zusammen. Oberstes Ziel dieses Bundes ist die Wahrung und Unterstützung der Interessen des Schw. StV, diesen zu tragen und zu prägen.
Die Freundschaft unter diesen sieben Verbindungen existiert nicht nur auf dem Papier, sondern führt zu einem regen Austausch, und zu erhöhter Netzwerkbildung unter ihren Mitgliedern. Anlässe, wie das Blockturnier, der Blockkommers, das Blockfuxenweekend, G8, der Blockfackellauf, regelmässig stattfindende Blocktagungen, sowie das interne Informationsorgan („Blocknachricht“) festigen diese engen Beziehungen.
Mit den beiden Freiburger Verbindungen Alemannia und Neu-Romania zählt der Bund die beiden Verbindung zu sich, welche mit Abstand am meisten Mitglieder für das Zentralkomitee gestellt haben.

## Fahnen der AKV Alemannia
Die Fahne der AKV Alemannia wird an den meisten grossen Anlässen mitgetragen. Aber auch bei jeder Beerdigung eines Mitgliedes wird eine Fahnendelegation entsendet, um dem Verstorbenen die letzte Ehre zu erweisen. In der bisherigen Verbindungsgeschichte durfte die AKV Alemannia sechs Fahnen ihr Eigen nennen. Jeweils neu waren Stoff und Technik der Fahne, die Grundfarben, Devise und Ideale sind jedoch stets gleich geblieben.

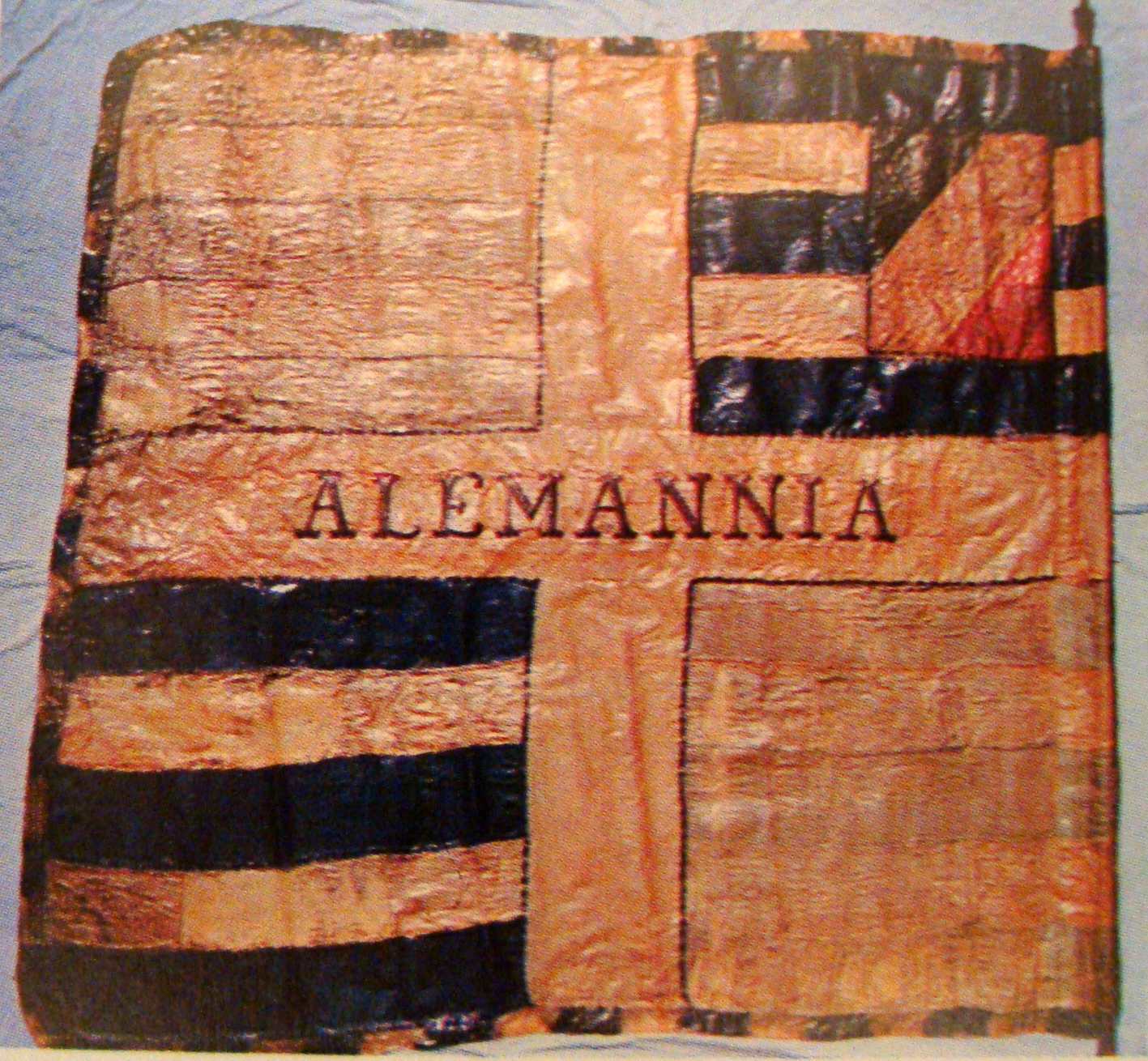
1. Fahne 1891/95
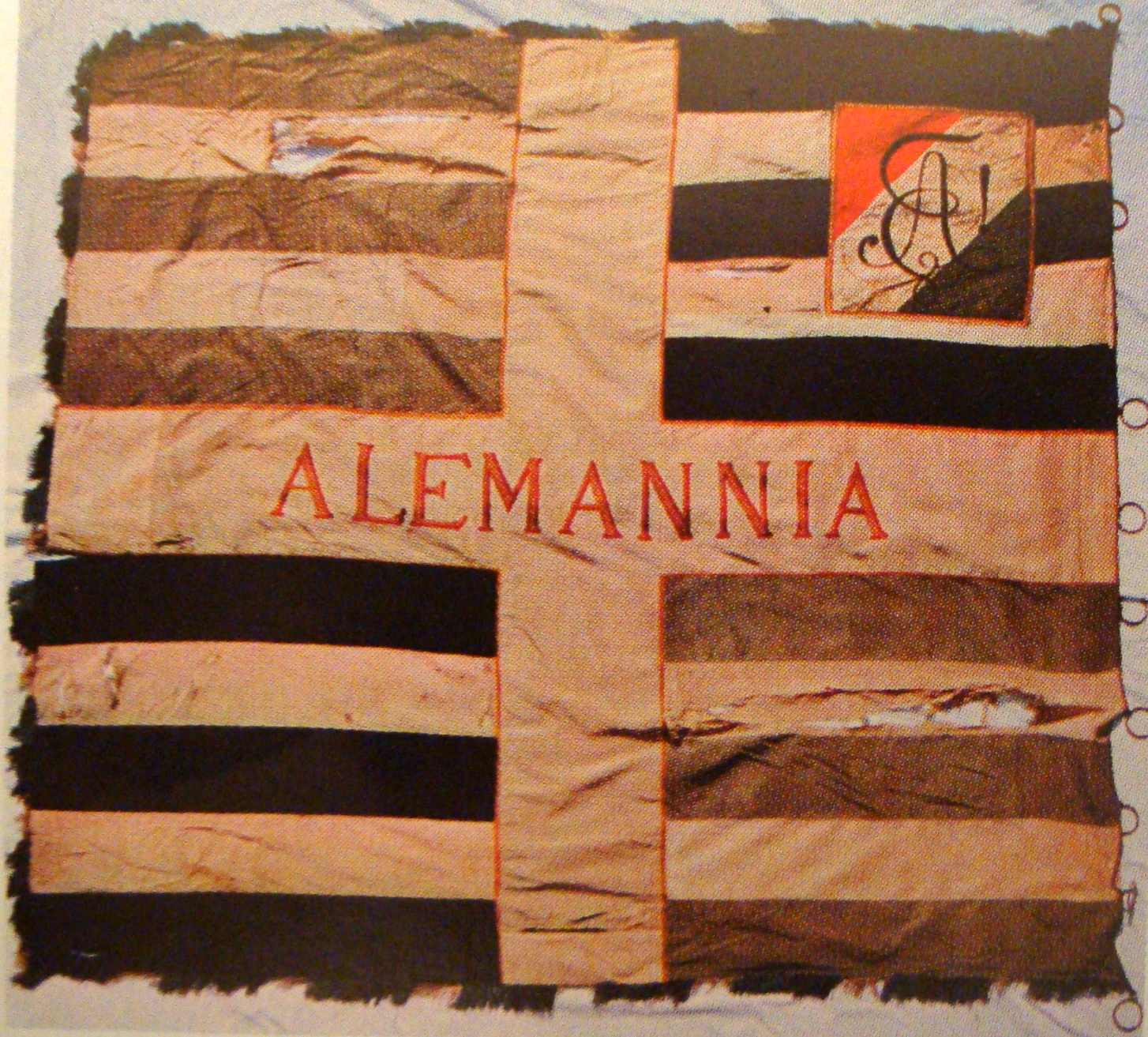
2. Fahne 1908
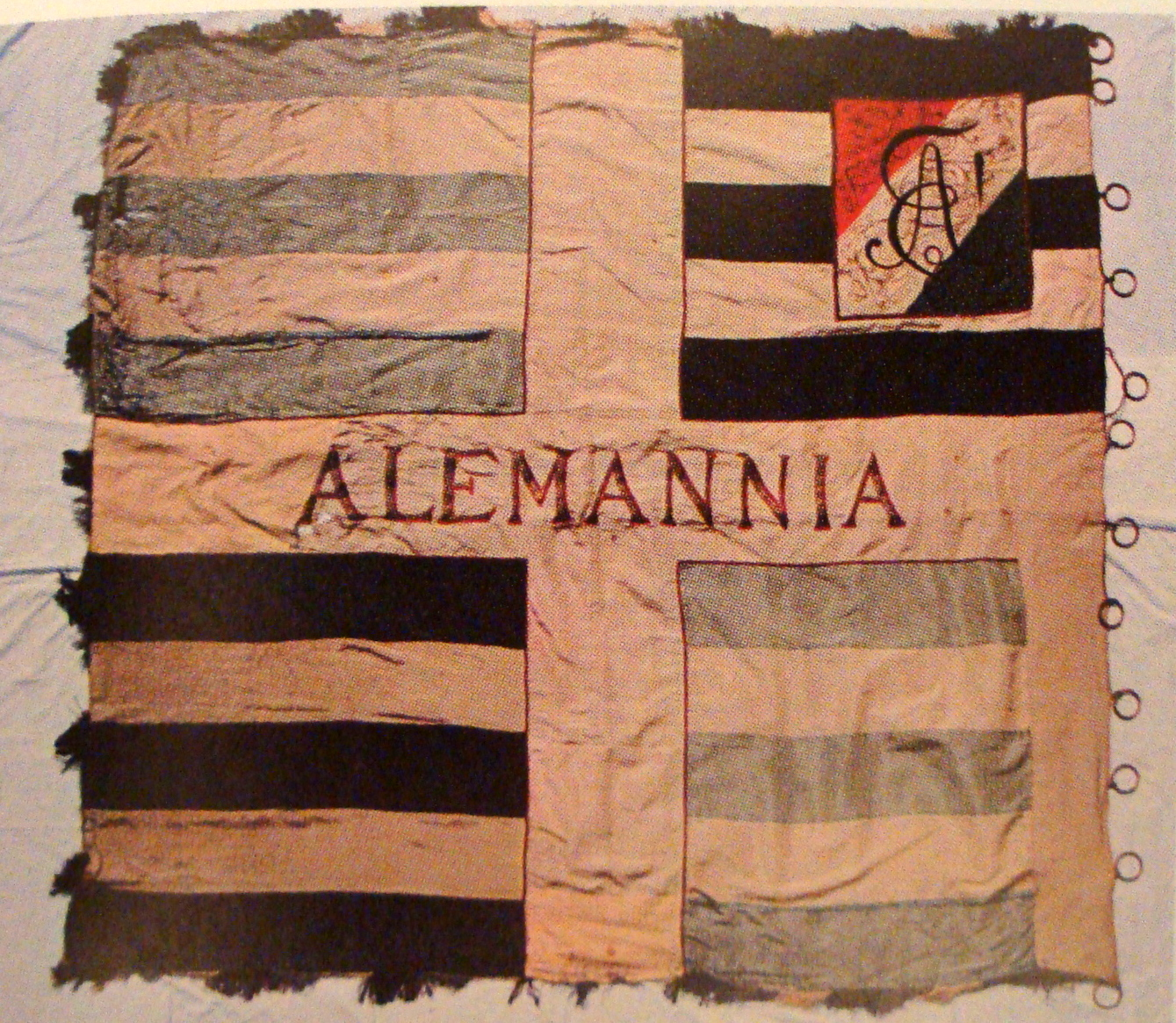
3. Fahne 1925
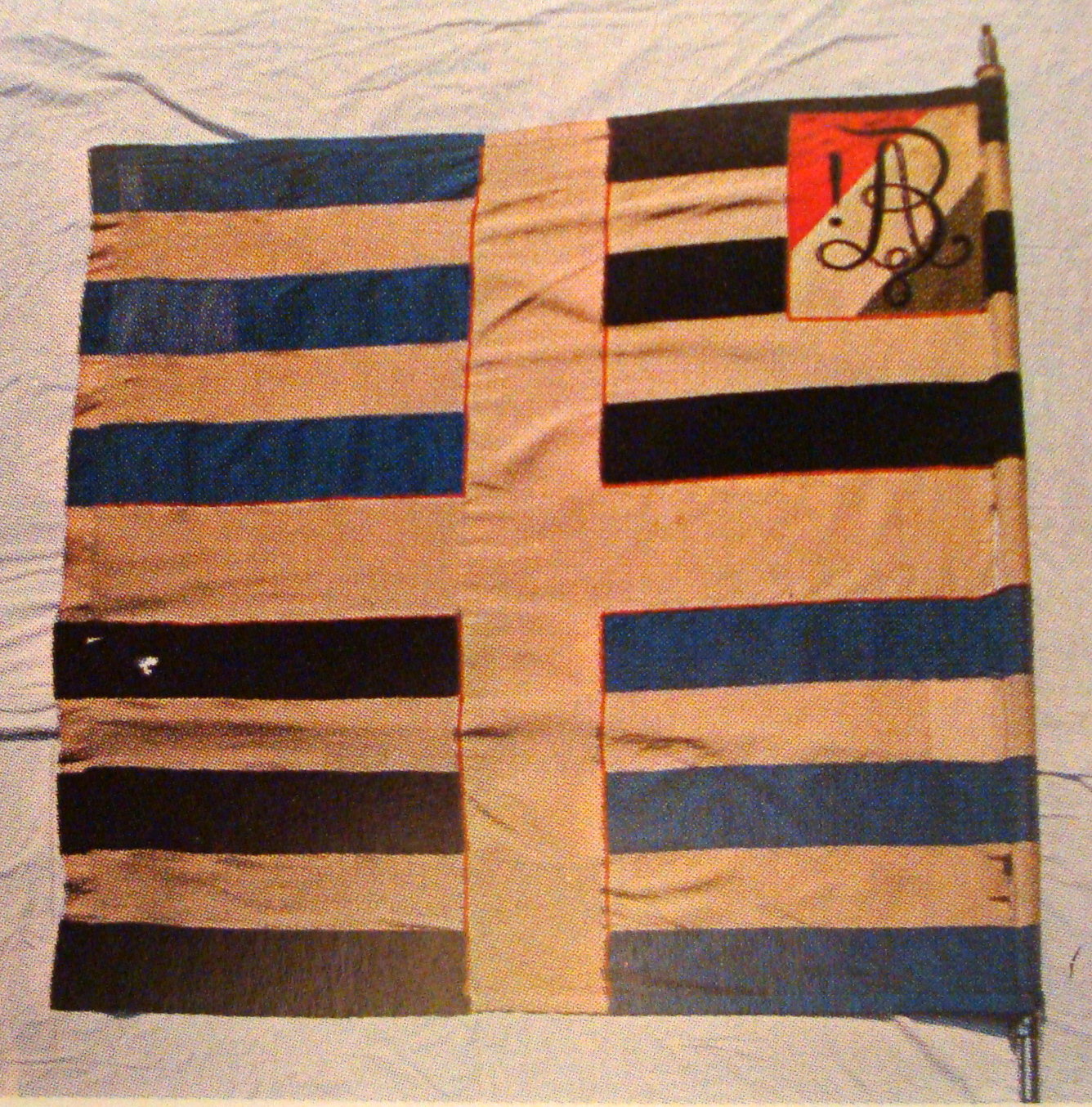
4. Fahne 1945
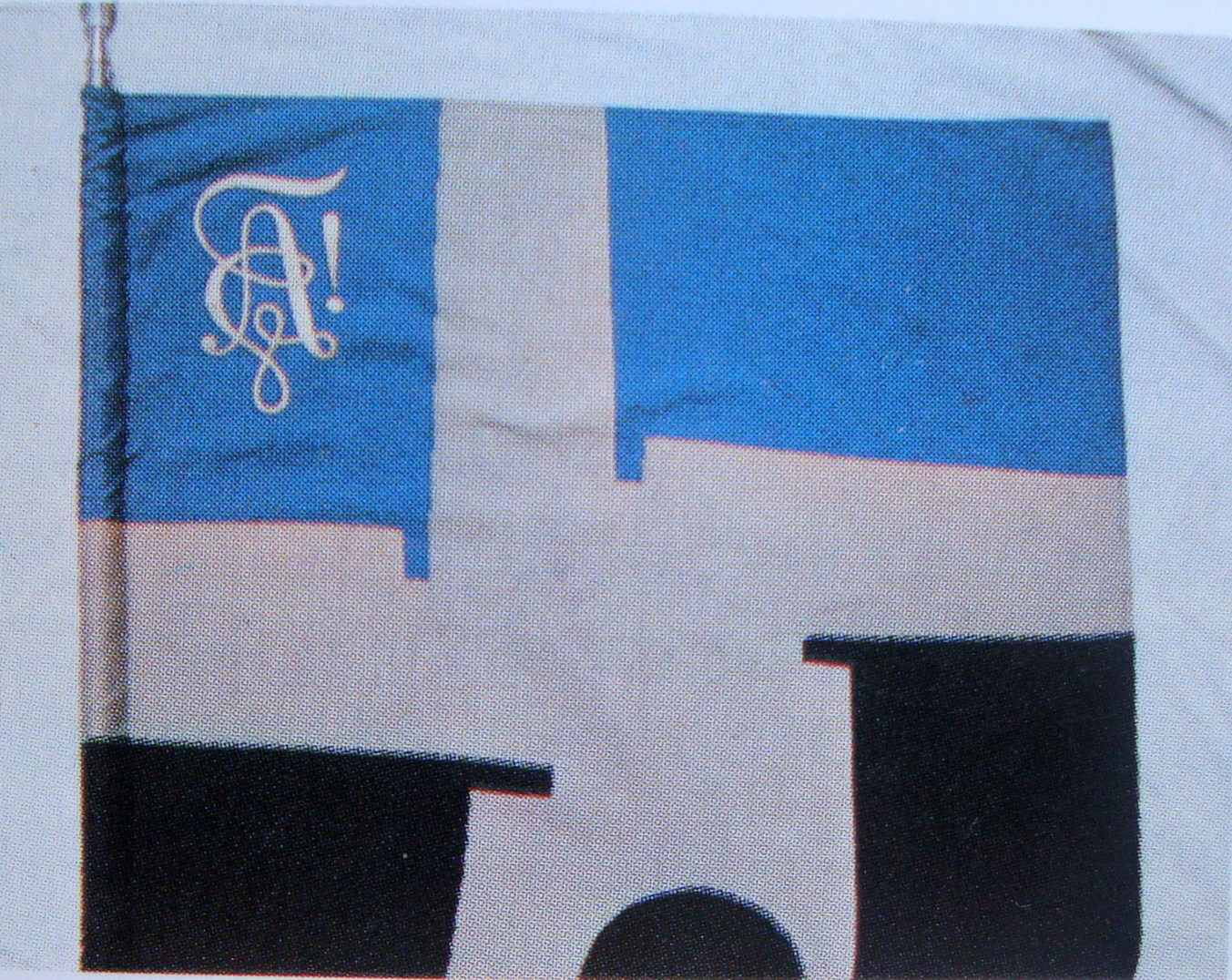
5. Fahne 1970
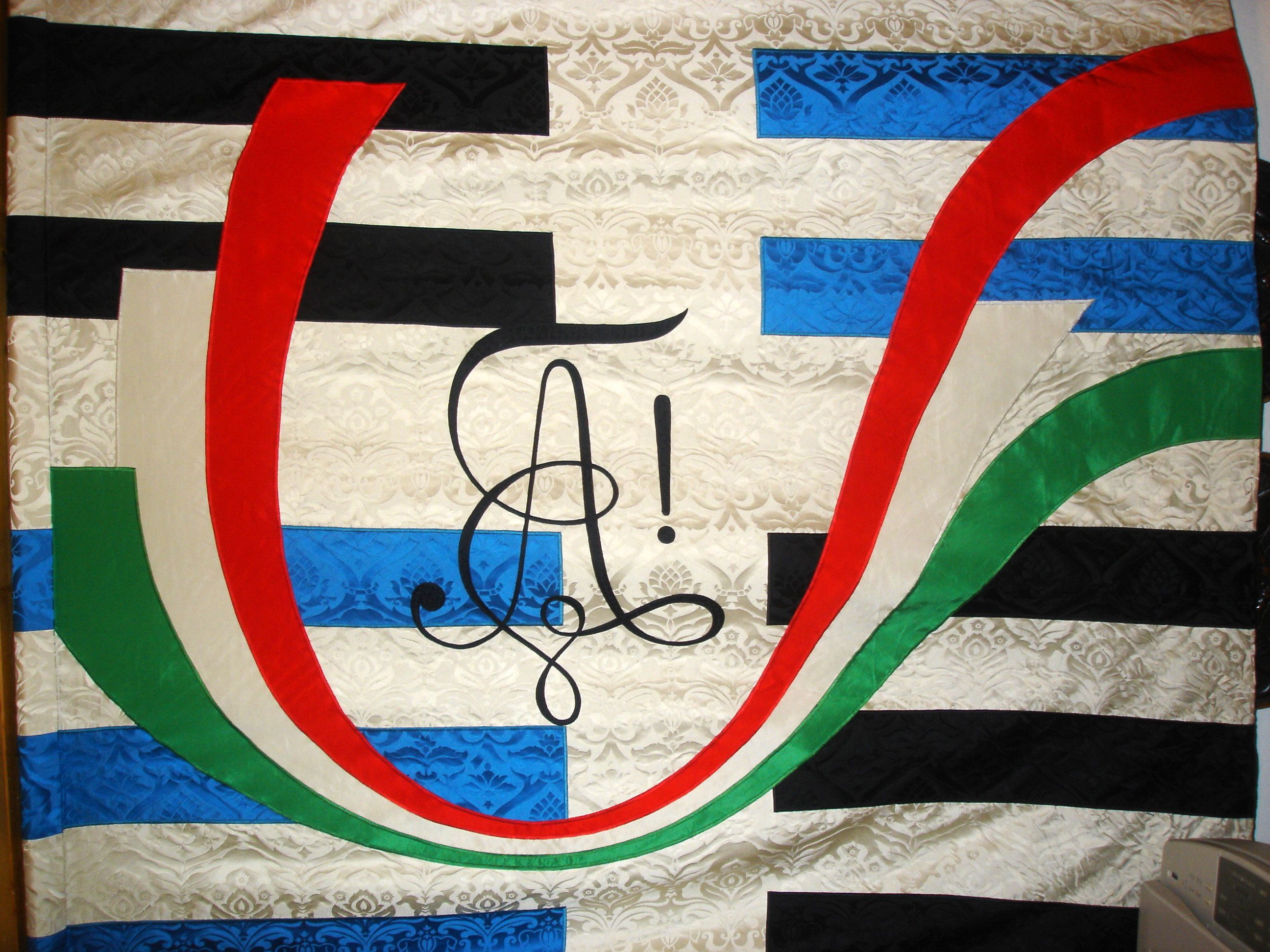
6. Fahne 1995
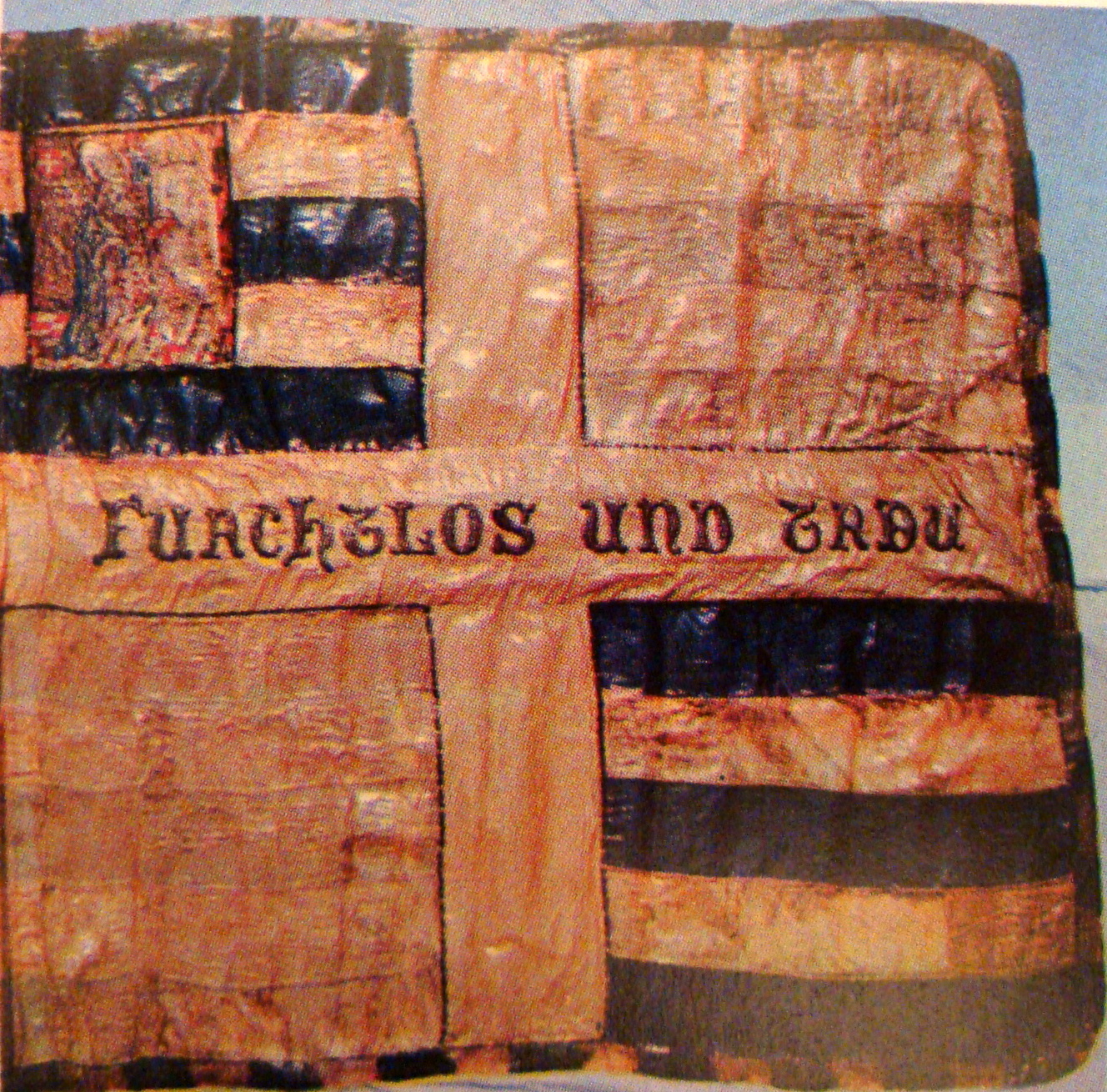
1. Fahne 1891/95 Rückseite
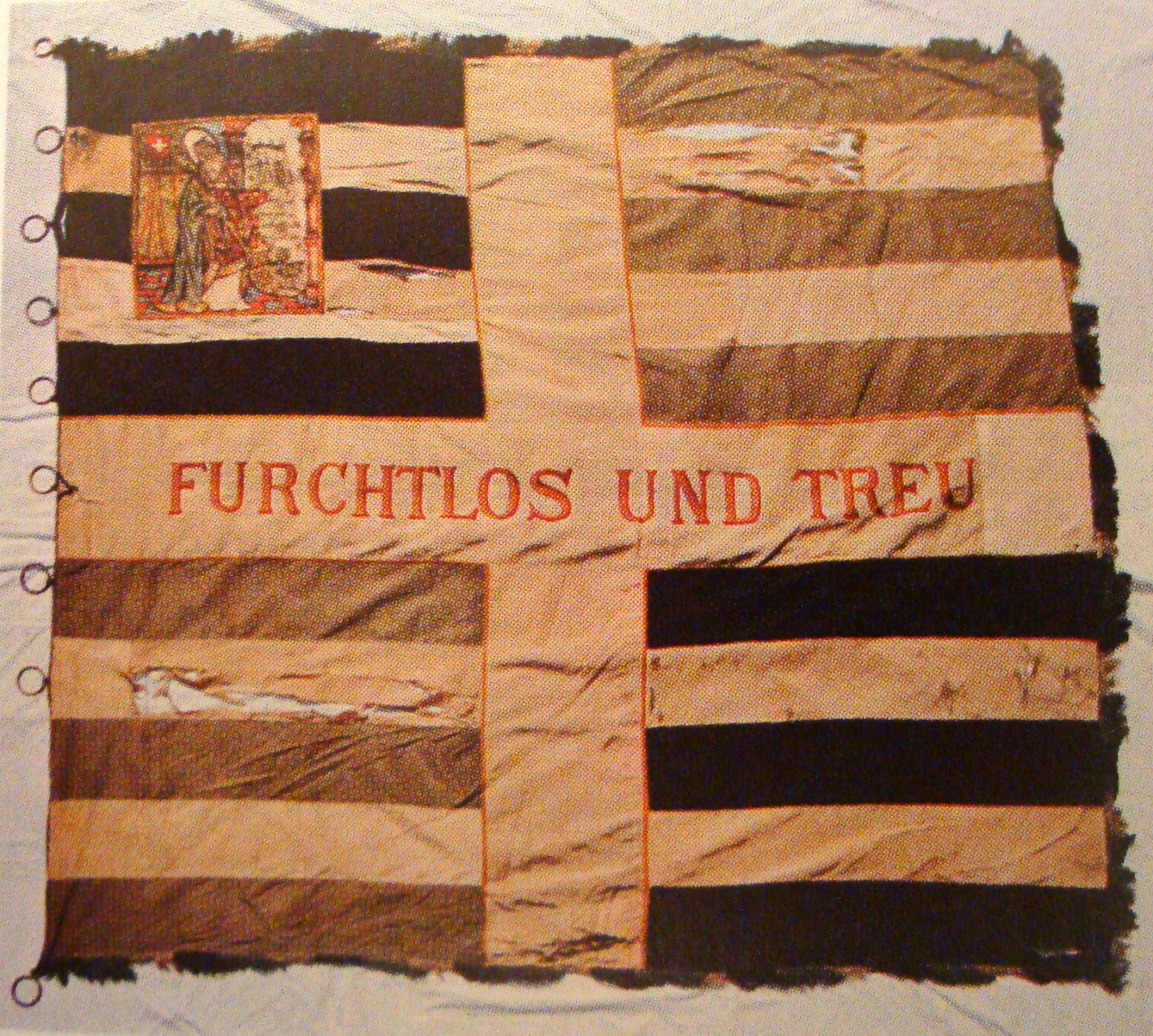
2. Fahne 1908 Rückseite
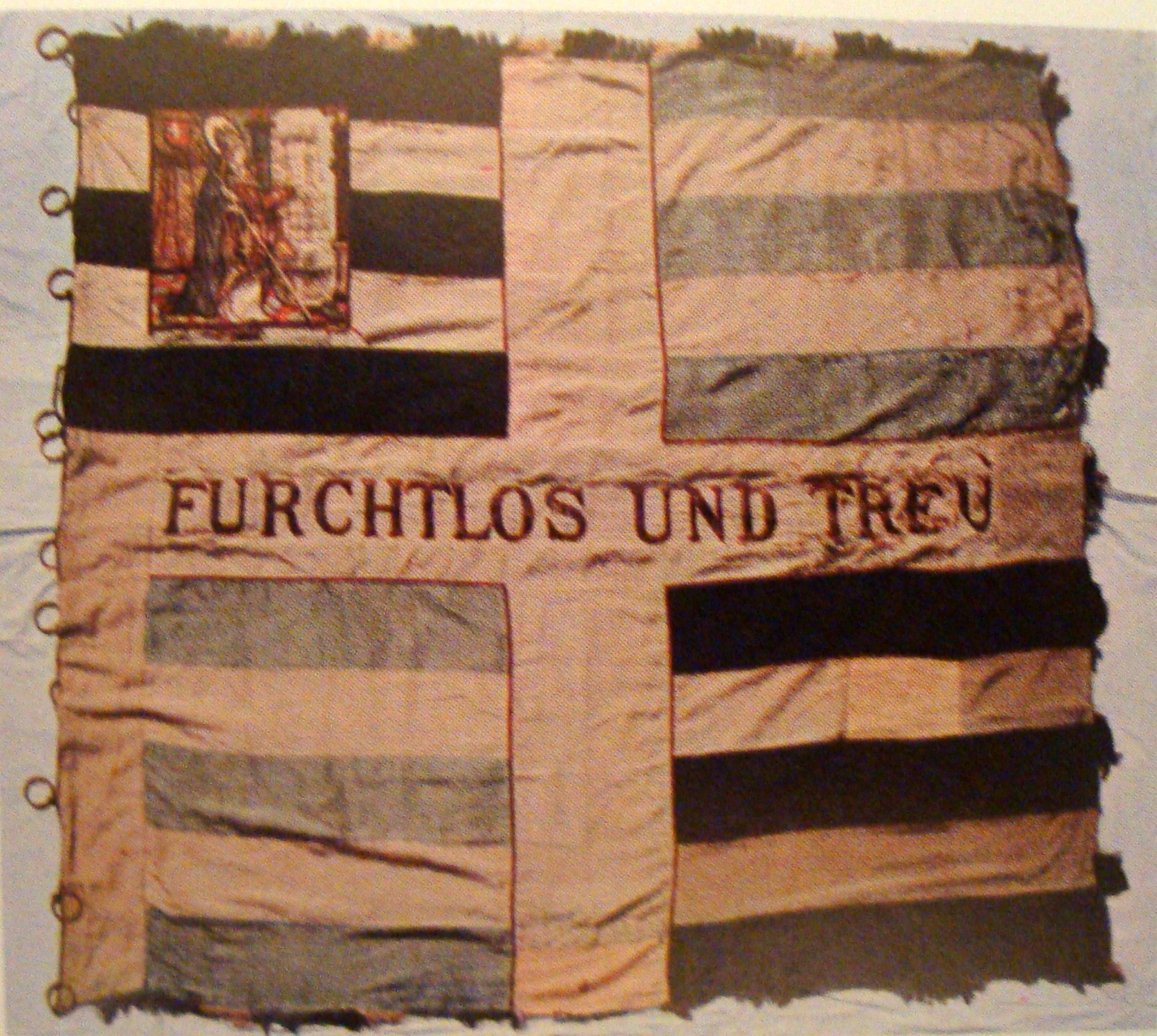
3. Fahne 1925 Rückseite
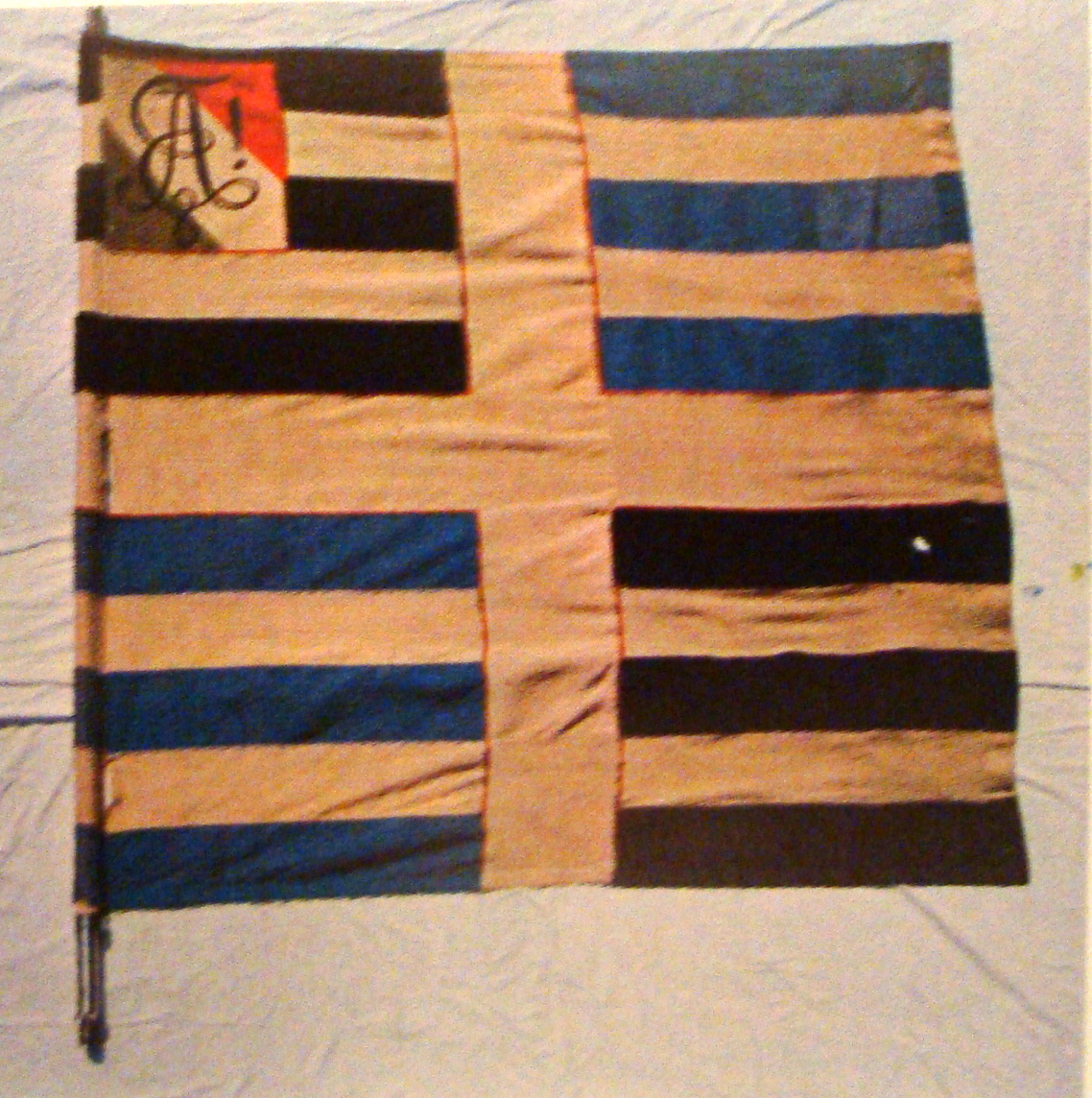
4. Fahne 1945 Rückseite
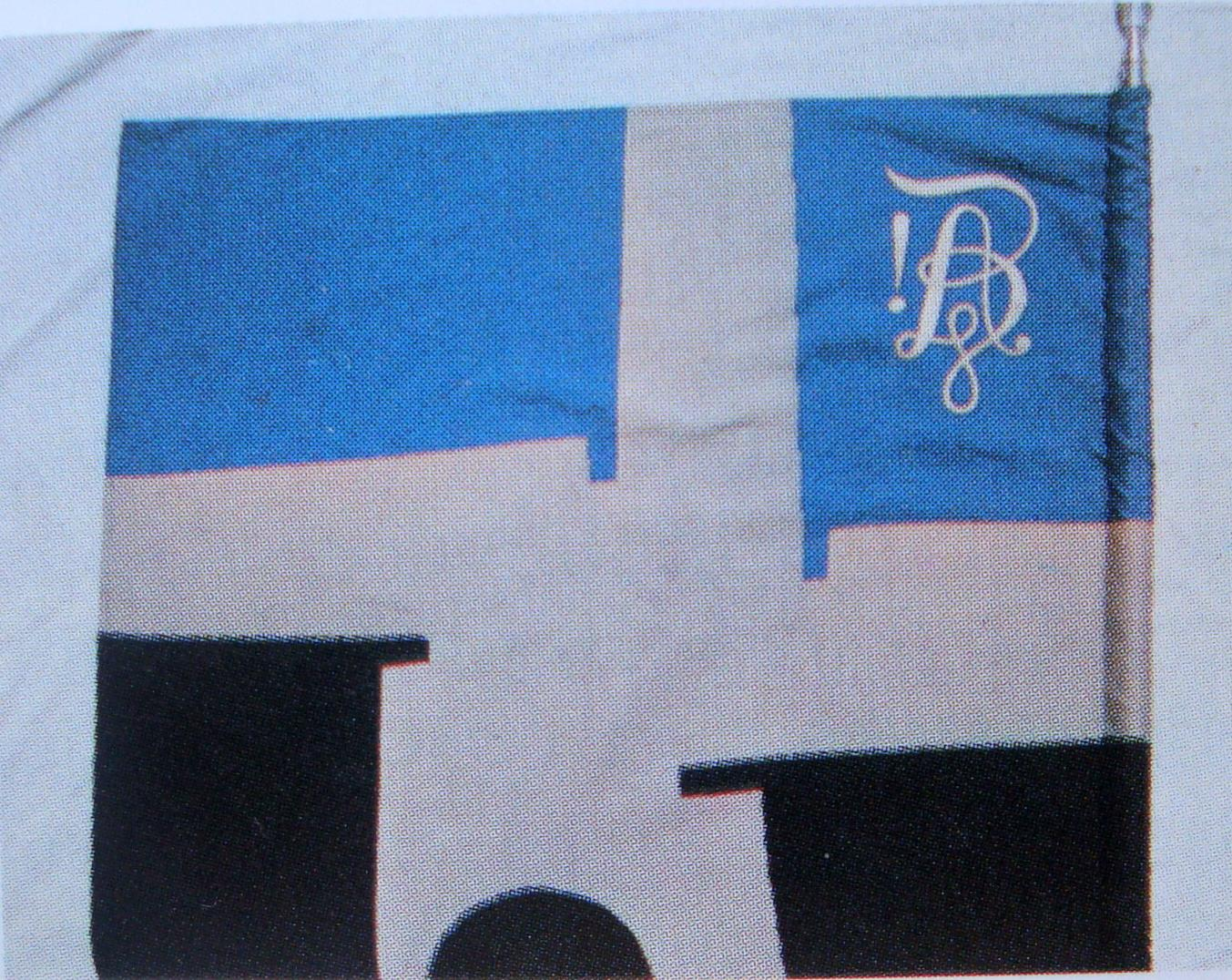
5. Fahne 1970 Rückseite
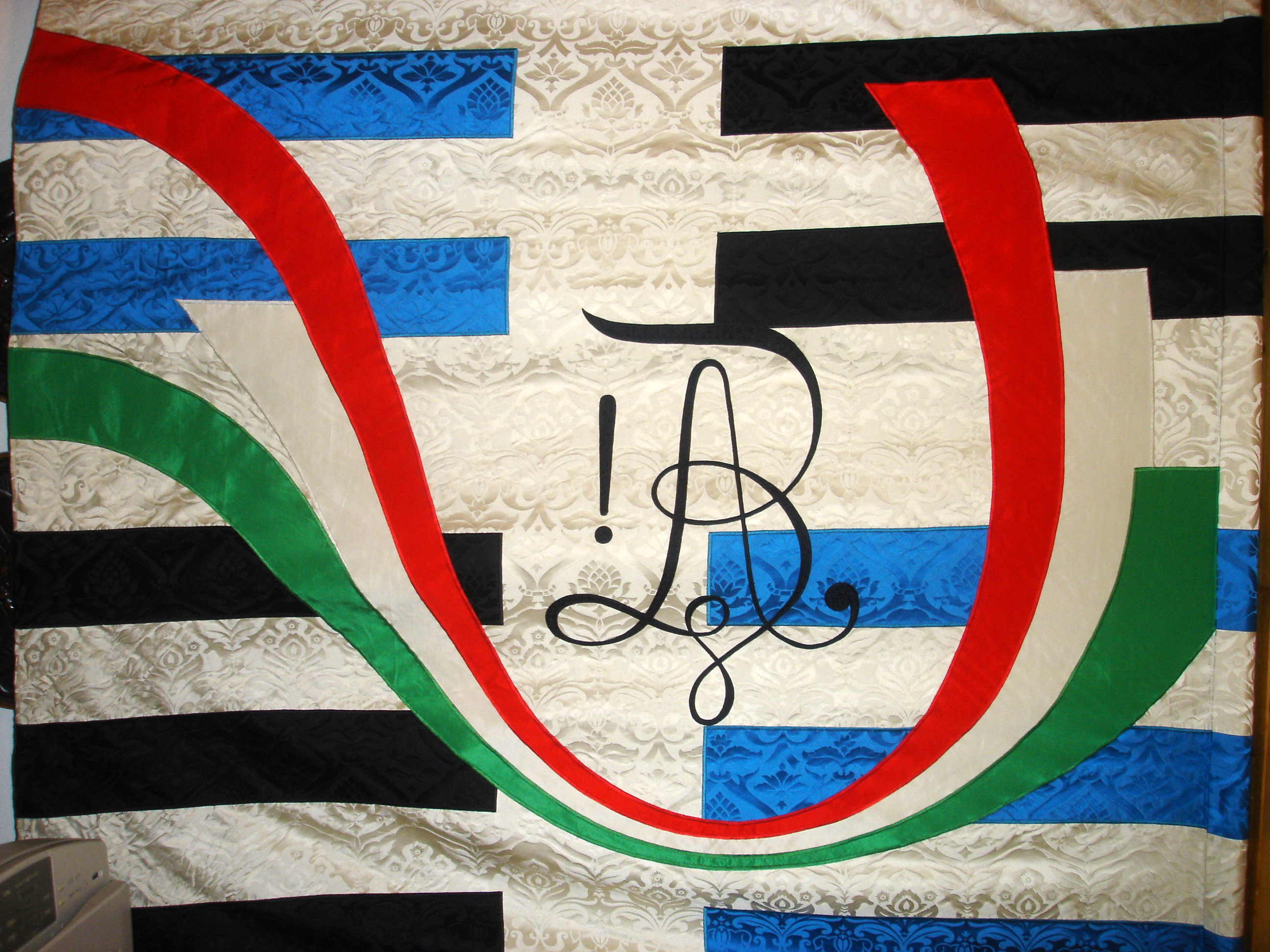
6. Fahne 1995 Rückseite

## Bekannte Mitglieder

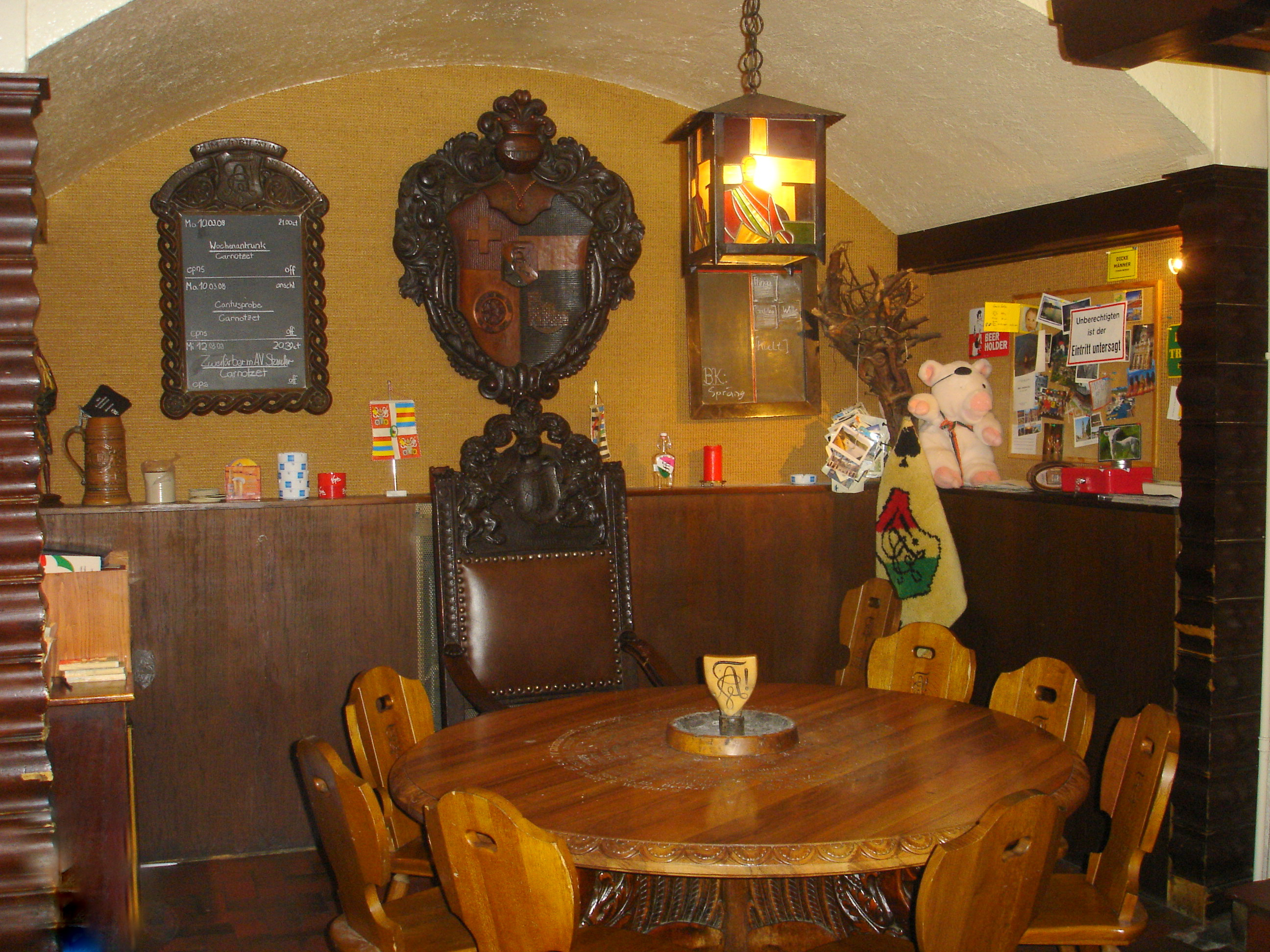
Das Carnotzet der AKV Alemannia

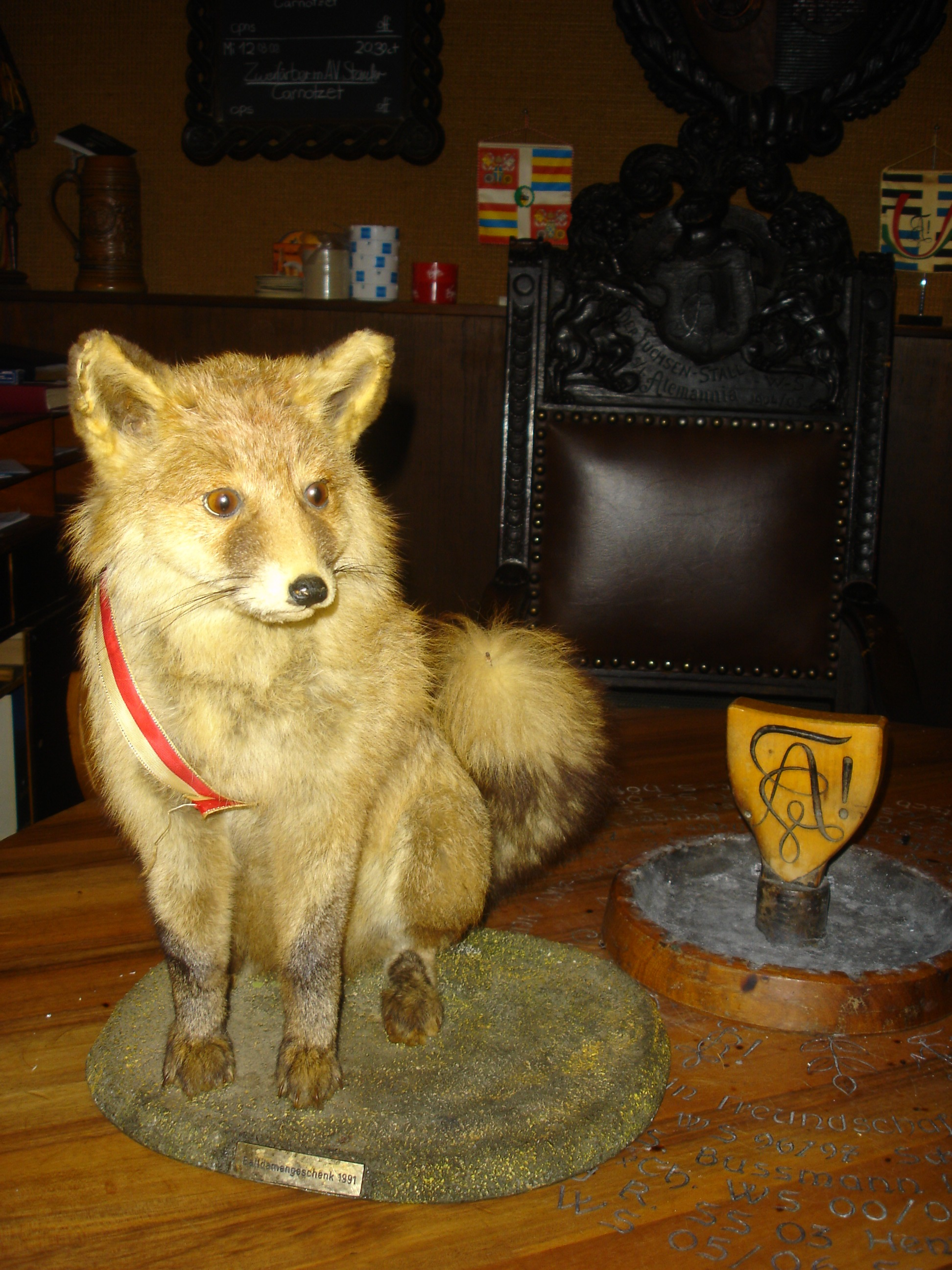
Der Stammfuxe Archibald

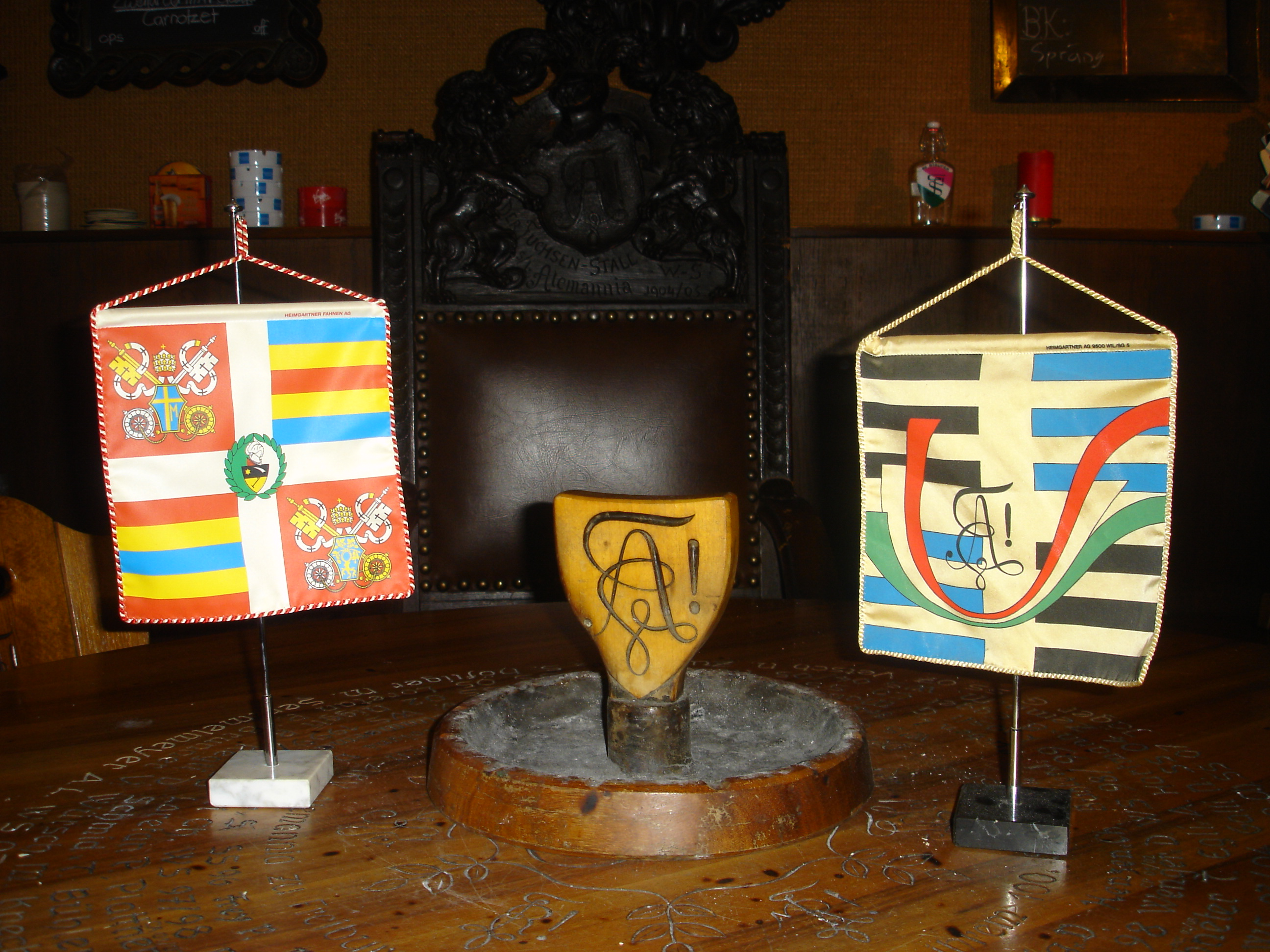
Tischstandarten (Päpstliche Schweizergarde und Verbindungsfahne 1995)

- Max Aebischer (1914–2009), Schweizer Nationalrat, Nationalratspräsident (1968/1969), Freiburger Stadtammann, Regierungsrat, ab 1977 Verwaltungsratspräsident der Freiburger Nachrichten
- René Binz (1902–1989), Freiburger Vizekanzler und Staatskanzler, Verwaltungsratspräsident Freiburger Nachrichten, Stiftungspräsident Pro Juventute
- Raphaël Cottier (1891–1974), Direktor des Bundesamtes für Verkehr, Mitglied im Komitee der Schweizerischen Landesausstellung von 1939 sowie im Komitee der europäischen Wirtschaftskommission, Förderer und Präsident des Verkehrshauses der Schweiz in Luzern
- Heinrich Federer (1866–1928), Schweizer Schriftsteller und katholischer Priester
- Felix Gmür (* 1966), Schweizer Theologe und Bischof von Basel
- Philipp Gmür (* 1963), CEO der Helvetia Schweiz
- Max Gutzwiller (1889–1989), Universitätsprofessor an den Universitäten Freiburg i. Üe. und Heidelberg, Redaktor und Herausgeber der Zeitschrift für Schweizerisches Recht, einer der geistigen Väter des „Übereinkommens der Vereinten Nationen über Verträge über den internat. Warenkauf“ von 1980, kurz: UN-Kaufrecht
- Pierre Marie Halter (* 1925), Jurist, Divisionär a. D. der Schweizer Armee
- Ruedi Heim (* 1967), seit 2004 Bischofsvikar der Diözese Basel, Vertreter des Bischofs von Basel, Dr. Felix Gmür, für die Bistumskantone LU/SH/TG/ZG
- Josef Isenschmid (1908–2009), Luzerner Regierungsrat und Schultheiss (heute: Regierungspräsident), Leiter des Militärdepartements (heute: Sicherheitsdepartement bzw. Polizeidepartement)
- Hans Korner (1912–1991), Schweizer Nationalrat, Mitglied der eidg. Bankenkommission, Bundesrichter am eidg. Versicherungsgericht (1969–1979)
- Raymond Loretan (1885–1964), Dr. iur., Rechtsanwalt und Notar, Gerichtspräsident des Bezirks Leuk (1916–1921), Grossrat (1913–1927), Ständerat (1920–1928), Staatsrat 1927–1937
- Wolfgang Loretan, Dr. iur., Rechtsanwalt und Notar, Staatsrat (1965), Präsident des Staatsrates (1968–1969 und 1971–1972), Oberstleutnant im Generalstab
- Elmar Mäder (* 1963), 33. Kommandant der päpstlichen Schweizergarde (2002–2008)
- Wilhelm Meile (1886–1973), Schweizer Nationalrat und Basler Erziehungsrat, Präsident der Generaldirektion der Schweizerischen Bundesbahnen (SBB), Leiter der Mustermesse Basel
- Hans Nietlispach (1924–2008),  Schweizer Segelflieger, 17 mal Schweizer Meister und langjähriger Rekordhalter
- Wilhelm Oswald (1900–1982), Universitätsprofessor und Rektor der Universität Freiburg i. Üe.
- Jean-Pierre Pfammatter (* 1957), Universitätsprofessor der Universität Bern, Präsident Schweizerische Gesellschaft für Pädiatrische Kardiologie (SGPK), Interdisziplinäres Zentrum für angeborene Herzfehler am Inselspital Bern
- Urs C. Reinhardt (1931–2015), ehemaliger Generalsekretär der Christlichdemokratischen Volkspartei
- Felix Rosenberg (1941–2014), 1989 bis 1997 Generaldirektor der Schweizerischen Telecom PTT, 1997 bis 1998 Präsident Konzernleitung Swisscom, September 1997 Wahl zum Staatsvertreter im Verwaltungsrat der Swisscom durch den Bundesrat, Stiftungsratspräsident Pro Patria Ehren- und Gründungspräsident der Stiftung Kartause, Alt-Thurgauer Regierungsrat
- Martin Rosenberg (1908–1976), Bundeshausredakteur des Vaterlands, ehemaliger Zentralpräsident des Schw. StV. Erfinder der  Zauberformel
- Jakob Schönenberger (1931–2018), Jurist, Politiker (CVP); Mitglied des Bankrats der Schweizerischen Nationalbank
- Philipp Stähelin (* 1944), seit 1999 Schweizer Ständerat, 2001–2004 Präsident Christlichdemokratische Volkspartei Schweiz, 1989–2000 Thurgauer Regierungsrat, Regierungsratspräsident 1996/97
- Peter Tuor (1876–1957), Universitätsprofessor an den Universitäten Freiburg i. Üe., Bern und Genf sowie Rektor an den Universitäten Freiburg i. Üe. und Bern, prägende Person des Schweizerischen Erbrechts
- Ludwig von Moos (1910–1990), Schweizer Bundesrat und Bundespräsident
- Otto Walter (1889–1944), Redaktor, Verleger und Politiker
- Karl Wick (1891–1969), Schweizer Nationalrat und Luzerner Grossrat, Chefredaktor des Vaterlands
- Guido A. Zäch (* 1935), Arzt und Politiker (CVP), Gründer und Präsident der Schweizer Paraplegiker-Stiftung